# 高速炉
高速炉(こうそくろ、Fast Reactor:FR)とは、原子炉の一つ。

## 概要
高速中性子による核分裂反応がエネルギーの発生源となっている原子炉である。高速中性子炉（Fast Neutron Reactor:FNR)とも呼ばれる。高速中性子による核分裂連鎖反応を用いてウラン238からプルトニウム239を生産する増殖炉は、高速増殖炉という。
2030年代以降の実用化が構想されている第4世代原子炉の炉形に挙げられている。マイナーアクチニド燃焼や放射性廃棄物の処分量減少、ウランの有効活用等の利点があり、21世紀半ばより後半にかけて現行の軽水炉型原子力発電に置き換わっていくものと期待されている。置き換えが完了したあとは約2000年に渡ってウラン資源の心配が要らなくなるとされる。
また、高速炉で発生する余剰中性子を利用した核変換技術を開発することで、高レベル放射性廃棄物に含まれる放射性物質の半減期を短縮させることも可能である。
第4世代原子炉の炉形として挙げられているのは、ナトリウム冷却高速炉、鉛冷却高速炉、ガス冷却高速炉 があり、超臨界圧軽水冷却炉も高速炉として構成することが考えられている。

## GNEP
国際原子力パートナーシップによる開発が2006年に開始された。2008年には日本、アメリカ、フランスがナトリウム冷却型の実証炉の共同研究開発に合意したが、2009年には凍結されている。

## テラパワー社による高速炉の開発
2020年代、アメリカ合衆国のテラパワー社とエネルギー省が、2028年を目処にワイオミング州で高速炉を建設、運転開始する計画を進めている。2022年、日本原子力研究開発機構と三菱重工業が高速炉の建設に向けて技術協力を行う合意書を取り交わしており、もんじゅなど過去の経験が反映される見込み。